# Giosuè Carducci
«Джозуе Кардуччі» (італ. Giosuè Carducci) — військовий корабель, ескадрений міноносець типу «Альфредо Оріані» Королівських ВМС Італії за часів Другої світової війни.

## Історія створення
«Джозуе Кардуччі» був закладений 28 жовтня 1935 року на верфі компанії Odero-Terni-Orlando в Ліворно. 15 липня 1937 року увійшов до складу Королівських ВМС Італії.
Свою назву корабель отримав на честь італійського поета XIX століття Джозуе Кардуччі.

## Історія служби
Після вступу у стрій «Джозуе Кардуччі» супроводжував королівську яхту «Савойя» у Лівію (травень 1938 року), брав участь у висадці десанту в Дураццо (квітень 1939 року).
У червні 1939 року брав участь в поході 1-ї дивізії крейсерів в Іспанію.

### Друга світова війна
Після вступу Італії у Другу світову війну «Джозуе Кардуччі» разом з однотипними «Альфредо Оріані», «Віченцо Джоберті» та «„Вітторіо Альф'єрі“» був включений до складу IX ескадри есмінців.
12 червня 1940 року IX ескадра есмінців, разом з 1-ю дивізією (важкі крейсери «Зара», «Фіуме», «Горіція»), 9-ю дивізією (легкі крейсери «Дука дельї Абруцці» та «Джузеппе Гарібальді» ) та XVI ескадрою есмінців («Антоніотто Узодімаре», «Емануеле Пессаньо», «Ніколозо да Рекко») брав участь у патрулюванні в Іонічному морі.
2 липня есмінець був у складі ескорту, що супроводжував конвой транспортів у Лівію та назад.
9 липня «Джозуе Кардуччі» брав участь в боюй біля Калабрії, в якому есмінці IX ескадри першими розпочали атаку ворожих кораблів, випустивши торпеди, але не досягнувши влучань.
30 липня — 1 серпня був у складі «Вітторіо Альф'єрі» ескорту, що супроводжував конвой 10 транспортів у Лівію та назад.
27 листопада есмінець брав участь в бою біля мису Спартівенто.
У грудні разом з «Вітторіо Альф'єрі» та «Віченцо Джоберті» здійснював обстріли албанського та грецького узбережжя, надаючи підтримку діям армії.
6 січня 1941 року есмінці «Вітторіо Альф'єрі», «Джозуе Кардуччі» «Віченцо Джоберті», «Фульміне» та XIV ескадра міноносців здійснювали обстріл грецьких військ в Албанії.

### Загибель
28 березня 1941 року «Джозуе Кардуччі» у складі італійської ескадри брав участь в битві біля мису Матапан.
Він прикривав пошкоджені італійські крейсери димовою завісою.
Близько 23:00 «Джозуе Кардуччі» був атакований британськими есмінцями «Стюарт» і «Хавок». О 23:11 одна з торпед, яку випустив «Хавок», влучила в «Джозуе Кардуччі», який о 23:30 вибухнув та затонув. Загинуло 169 членів екіпажу, в тому числі капітан корабля Альберто Джіноккіо (італ. Alberto Ginocchio). Врятуватись вдалось лише 14 членам екіпажу.
Есмінець «Джозуе Кардуччі» загалом брав участь у виконанні 38 бойових завдань (7 з військово-морськими силами, 3 в бомбардуваннях прибережних зон, 4 ескортів конвоїв, 7 в тренувальних походах та 17 інших завдань), пройшов у цілому 14 856 миль.